# Ulrik Garde Due
Nils Ulrik Garde Due (født 14. januar 1963 i København) er administrerende direktør, advisor, bestyrelsesmedlem og operational bestyrelsesformand for Premium Lifestyle Brands.

## Karriere
Due gennemførte i 1984 ØK shippinguddannelse fra Købmandsskolen i København, efterfulgt af Shipping/Olje brokerage stillinger hos Fretoil, Paris og London 1981/1989. Sideløbende studerede han til en Bachelor BBA/option Marketing 1986 på Schiller International Universitet. Han blev i 1986 ansat af det danske Udenrigsministerium som kommerciel konsulent på den danske ambassade i Paris og fik en Master i Management fra CPA/CESDIP 1988. Fra 1990 var han kommerciel direktør hos Celine (LVMH) og senere vicepræsident i Celine i henholdsvis Paris, Tokyo og New York.
I perioden 1998-2007 var han ansat hos Burberry som Senior Vice President for internationalt salg. Han var nomineret administrerende direktør for Georg Jensen A/S 2007 – 2013 og for Temperley London 2013-2015. I 2015 blev han præsident hos Fiskars Corporation for Living Divisionen. I 2018 blev han Advisor for Private Equity GF Capital Management samt administrerende direktør for Mark Cross LLC.
Garde Due har haft bestyrelsesposter hos Royal Copenhagen 2005-2009, Georg Jensen 2007-2013, Day Birger Mikkelsen 2014-2015, Fiskars Group 2016-2018, NetEven SA 2018-2021, TrueTwins 2018-2021. Siden 2016 er han operationel bestyrelsesformand hos Cecilie Bahnsen Copenhagen, siden 2018 bestyrelsesmedlem hos Positive Luxury Ltd., London, og er Advisor for Bomber Ski, New York og Monsieur L., Paris.
Ulrik Garde Due gav i september 2023 et interview til Fashion Forum i forbindelse med Cecilie Bahnsen’s SS24 show omkring luksus konceptet og en Administrerende Direktørs rolle under et modeshow.